# Периодическая последовательность
Периодическая последовательность — это последовательность, элементы {\displaystyle a_{1},a_{2},\dots ,a_{p}} которой начинают повторяться в том же порядке после достижения некоторого {\displaystyle p}, то есть:
{\displaystyle a_{1},a_{2},\dots ,a_{p},\,a_{1},a_{2},\dots ,a_{p},\,a_{1},a_{2},\dots ,a_{p},\dots }
Число {\displaystyle p} повторяющихся элементов называется периодом.

## Определение
Периодическая последовательность (с периодом {\displaystyle p}), или {\displaystyle p}-периодическая последовательность, — это последовательность {\displaystyle a_{1},a_{2},a_{3},\dots }, удовлетворяющая соотношению {\displaystyle a_{n+p}=a_{n}} для всех значений {\displaystyle n}. Если последовательность рассматривается как функция, областью определения которой является множество натуральных чисел, то периодическая последовательность — это просто специальный вид периодической функции. Наименьшее {\displaystyle p}, для которого периодическая последовательность {\displaystyle p}-периодична, называется её наименьшим периодом.

## Примеры
Любая постоянная функция 1-периодична.
Последовательность {\displaystyle 1,2,1,2,1,2,\dots } периодична с наименьшим периодом 2.
Последовательность цифр в десятичном представлении 1/7 является периодической последовательностью с периодом 6:
{\displaystyle {\frac {1}{7}}=0,(142857)}
Вообще, последовательность цифр в десятичном представлении любого рационального числа является, в конечном счёте, периодической (см. ниже).
Последовательность степеней −1 периодична с периодом два:
{\displaystyle -1,1,-1,1,-1,1,\ldots }
Последовательность степеней любого корня из единицы периодична. То же выполняется для степеней любого элемента конечного порядка в группе.
Периодическая точка для функции {\displaystyle f:X\rightarrow X} — это точка {\displaystyle x}, Траектория которой
{\displaystyle x,\,f(x),\,f(f(x)),\,f^{3}(x),\,f^{4}(x),\,\ldots }
является периодической последовательностью. Здесь {\displaystyle f^{n}(x)} означает {\displaystyle n}-кратную композицию функции {\displaystyle f}, применённую к {\displaystyle x}. Периодические точки играют важную роль в теории динамических систем. Любая функция из конечного множества имеет периодическую точку. Нахождение цикла для поиска такой точки является алгоритмической задачей.

## Тождества

### Частичные суммы
{\displaystyle \sum _{n=1}^{kp+m}a_{n}=k\cdot \sum _{n=1}^{p}a_{n}+\sum _{n=1}^{m}a_{n}}, где {\displaystyle k} и {\displaystyle m<p} являются натуральными числами.

### Частичные произведения
{\displaystyle \prod _{n=1}^{kp+m}a_{n}=({\prod _{n=1}^{p}a_{n}})^{k}\cdot \prod _{n=1}^{m}a_{n}}, где {\displaystyle k} и {\displaystyle m<p} являются натуральными числами.

## Периодические 0, 1 последовательности
Любую периодическую последовательность можно построить поэлементным сложением, вычитанием, умножением и делением периодических последовательностей, состоящих из нулей и единиц. Периодические последовательности из нулей и единиц можно выразить через суммы тригонометрических функций:
{\displaystyle \sum _{k=1}^{1}\cos(2\pi {\frac {n(k-1)}{1}})/1=1,1,1,1,1,1,1,1,1,\dots ;}
{\displaystyle \sum _{k=1}^{2}\cos(2\pi {\frac {n(k-1)}{2}})/2=0,1,0,1,0,1,0,1,0,\dots ;}
{\displaystyle \sum _{k=1}^{3}\cos(2\pi {\frac {n(k-1)}{3}})/3=0,0,1,0,0,1,0,0,1,0,0,1,0,0,1,\dots ;}
{\displaystyle \dots }
{\displaystyle \sum _{k=1}^{N}\cos(2\pi {\frac {n(k-1)}{N}})/N=0,0,0,\dots 0,1,\dots } — последовательность с периодом {\displaystyle N}.

## Обобщения
Последовательность в конечном итоге периодическая. Если её можно сделать периодической путём отбрасывания некоторого конечного набора членов с начала. Например, последовательность цифр в десятичном представлении числа {\displaystyle 1/56} в конечном итоге периодична:
{\displaystyle {\frac {1}{56}}=0,017(857142)}
Последовательность {\displaystyle x_{1},x_{2},x_{3},\dots }асимптотически периодична, если существует периодическая последовательность {\displaystyle a_{1},a_{2},a_{3},\dots }, для которой
{\displaystyle \lim _{n\rightarrow \infty }x_{n}-a_{n}=0.}
Например, последовательность
{\displaystyle {\frac {1}{3}},{\frac {2}{3}},{\frac {1}{4}},{\frac {3}{4}},{\frac {1}{5}},{\frac {4}{5}},\dots }
асимптотически периодична, поскольку её члены стремятся к периодической последовательности {\displaystyle 0,1,0,1,0,1,\dots }